# Fabian van Olphen
Fabian van Olphen (Den Haag, 30 maart 1981) is een Nederlands voormalige handballer.

## Biografie
Van Olphen begon met handballen bij Hermes en ging vervolgens naar Quintus. Van Olphen debuteerde in het nationale team op 1 mei 1999 tegen Turkije. In 2001 verruilde Van Olphen Quintus voor TV Emsdetten, maar hij voelde zich daar niet fijn bij en ging naar een maand weer terug naar Quintus. In 2003 vertrok hij naar TuS N-Lübbecke. Na drie seizoenen bij Lübbecke, gaat Van Olphen naar SC Magdeburg. Hier groeit hij uit tot een clubicoon met de bijnaam Kapitän. Met Magdeburg draaide hij jaren mee in de subtop van Handball-Bundesliga. In 2007 weet hij met Magdeburg de EHF Cup te winnen. In 2010 stopt hij bij nationaal team in verband met blessures, sindsdien heeft hij enkele keer nog een interland gespeeld. In 2017 verruilt hij SC Magdeburg voor TBV Lemgo. In januari 2020 scheurde Van Olphen zijn voorste kruisband van een knie af, dit dwong hem om een punt achter zijn handbalcarrière te zetten.

## Privé
De nicht van Fabian van Olphen, Sanne van Olphen, speelde ook handbal op hoog niveau. Zijn broer, Patrick van Olphen, speelde jarenlang op hoog niveau handbal en kwam 222 keer uit voor het nationale team.